# Канада на Летњим олимпијским играма 1920.
Канада је учествовала на Летњим олимпијским играма, одржаним 1920. године у Антверпену Белгија, по пети пут у својој историји, освојивши на овим играма три злата, три сребра и три бронзе. Канада је на овим играма освојила своје прво злато у хокеју на леду. Турнир у хокеју на леду је на овим играма био одржан као део процеса увођења зимских спортских дисциплина на Олимпијске игре.
Ерл Томсон, који је освојио злато за Канаду у трци 110 m препоне, уједно је и поставио нови светски рекорд у овој дисциплини. Пошто је Томсон одрастао у Калифорнији Американци су тражили да се он такмичи за њих. Међутим, као становник канадске провинције Саскачеван, Томсон се одлучио да се такмичи за Канаду што су му атлетска правила дозвољавала. Са друге стране, други канадски освајач златне медаље боксер Алберт Шнајдер, је био амерички држављанин које се преселио у канадски град Монтреал и боксерска правила су му дозвољавала да се такмичи за Канаду.
У хокеју на леду Канаду је представљала екипа из Винипега, Винипег фалконс. У три утакмице Канада је забележила три победе са укупном гол-разликом 29:1, победивши редом Чехословаке, САД и Шведску.

## Освајачи медаља
Канада је у укупном скору завршила као дванаеста нација по броју медаља, укупно девет, од тога три златне, три сребрне и три бронзане медаље. 

### Злато
- Винипег фалконси – Хокеј на леду, мушки
- Ерл Томпсон – Атлетика — 110 m препоне, мушки
- Берт Шнајдер – Бокс — велтер, мушки

### Сребро
- Клифорд Грем – Бокс — бантам, мушки
- Џорџ Пруд'хоми – Бокс — полутешка, мушки
- Џорџ Вернот – Пливање — 1500 m слободно, мушки

### Бронза
- Кларенс Њутон – Бокс — лака, мушки
- Мо Херсковић – Бокс — полутешка, мушки
- Џорџ Вернот – Пливање — 400 m слободно, мушки